# Equiprobabilidade
Equiprobabilidade é uma situação, na teoria da probabilidade, em que todos os resultados possíveis são igualmente prováveis.
Por exemplo, a cada lançamento de uma moeda a probabilidade de se obter cara é igual à probabilidade de se obter coroa. Assim, o universo das consequências possíveis, representado pelo conjunto {cara, coroa} é equiprovável.
Num universo equiprovável contendo n elementos, a probabilidade de um evento unitário é: P = 1/n.
Foi tomando por base um universo de eventos equiprováveis que Pierre-Simon Laplace lançou as bases do cálculo de probabilidades, no seu Essai Philosophique sur les Probabilités, de 1814. A sua "teoria dos acasos" procura reduzir "todos os eventos do mesmo tipo a um certo número
de casos igualmente possíveis".